# Eduardo Aranda
Eduardo Aranda (født 28. januar 1985) er en paraguayansk fodboldspiller.

## Paraguays fodboldlandshold
| Paraguays landshold | Paraguays landshold | Paraguays landshold |
| År                  | Kmp                 | Mål                 |
| ------------------- | ------------------- | ------------------- |
| 2012                | 1                   | 0                   |
| 2013                | 0                   | 0                   |
| 2014                | 0                   | 0                   |
| 2015                | 4                   | 0                   |
| Total               | 5                   | 0                   |